# Fenilo

Estructura del grupo fenilo (fórmula molecular C_{6}H_{5}) unido a un grupo alquilo "R".

En química orgánica, el grupo funcional fenilo (abreviado Ph de su nombre en inglés o φ) es el grupo arilo formado por 6 átomos de carbono y 5 átomos de hidrógeno. Formalmente se trata de un sistema de benceno donde un hidrógeno es sustituido por el resto de la molécula.
El grupo fenilo está presente en numerosos compuestos tanto naturales como artificiales, como el difenilacetileno. 
Su reactividad es variada por las características electrónicas del grupo que sustituye al hidrógeno. Así grupos electrodadores (por ejemplo grupos alquilo, -oxo, amino, etc.) aumentan la reactividad frente a reacciones electrofílicas y dirigen un nuevo sustituyente en posición orto o para, nunca meta.
Grupos electroatractores (por ejemplo grupos nitro (-NO2), flúor, carbonilo (-C(=O)-R), etc.) sin embargo disminuyen la reactividad y dirigen el grupo entrante en posición meta.